# 断絶 (アルバム)
『断絶』（だんぜつ）は、日本のミュージシャンである井上陽水の1枚目のアルバムである。アンドレ・カンドレとして活動していた井上が、井上陽水の名義で再デビューを果たした作品である。

## 解説
- 「傘がない」は1972年7月にシングルカットされ、井上陽水を代表する1曲となった[4]。
- 「愛は君」は日活ロマンポルノの『感じるんです（1976年、日活、泉じゅん主演）』の挿入歌、テレビドラマ『スチュワーデスの恋人』（1994年、TBS）の主題歌として使用された。
- 発売当初の1972年、1973年には年間トップ10入りは果たせなかったが、日本で初めてミリオンセラーとなった3rdアルバム『氷の世界』の年間1位と並行して、本作も1974年の年間7位及び1975年の年間11位を獲得した。オリコンチャート（100位以内）には163週にわたりチャートインし、51.1万枚のセールスを記録した[2][3]。
- 1985年に初めてCD化され、1990年、1996年、2001年（紙ジャケット仕様）、2006年（ユニバーサルJより）にも再リリースされている。
- 「限りない欲望」は2004年に『YOSUI TRIBUTE』で櫻井和寿と小林武史らによって結成されたBank Bandがカバーしている。

## 収録曲

### LPレコード
| 全作詞・作曲: 井上陽水、全編曲: 星勝。 |                                           |          |            |      |
| #                                      | タイトル                                  | 作詞     | 作曲・編曲 | 時間 |
| 1.                                     | 「あこがれ」(「愛は君」のB面曲。)         | 井上陽水 | 井上陽水   | 3:59 |
| 2.                                     | 「断絶」(「人生が二度あれば」のB面曲。)   | 井上陽水 | 井上陽水   | 3:57 |
| 3.                                     | 「もしも明日が晴れなら」                  | 井上陽水 | 井上陽水   | 2:29 |
| 4.                                     | 「感謝知らずの女」(「傘がない」のB面曲。) | 井上陽水 | 井上陽水   | 3:09 |
| 5.                                     | 「小さな手」                              | 井上陽水 | 井上陽水   | 3:27 |
| 6.                                     | 「人生が二度あれば」                      | 井上陽水 | 井上陽水   | 4:58 |
| 合計時間:                              | 合計時間:                                 | 21:59    |            |      |

| 全作詞・作曲: 井上陽水、全編曲: 星勝。 |                      |          |            |      |
| #                                      | タイトル             | 作詞     | 作曲・編曲 | 時間 |
| 1.                                     | 「愛は君」           | 井上陽水 | 井上陽水   | 2:43 |
| 2.                                     | 「ハトが泣いている」 | 井上陽水 | 井上陽水   | 2:26 |
| 3.                                     | 「白い船」           | 井上陽水 | 井上陽水   | 3:31 |
| 4.                                     | 「限りない欲望」     | 井上陽水 | 井上陽水   | 4:23 |
| 5.                                     | 「家へお帰り」       | 井上陽水 | 井上陽水   | 2:41 |
| 6.                                     | 「傘がない」         | 井上陽水 | 井上陽水   | 5:32 |
| 合計時間:                              | 合計時間:            | 21:16    |            |      |

### CD, 音楽配信
| 全作詞・作曲: 井上陽水、全編曲: 星勝。 |                                           |          |            |      |
| #                                      | タイトル                                  | 作詞     | 作曲・編曲 | 時間 |
| 1.                                     | 「あこがれ」(「愛は君」のB面曲。)         | 井上陽水 | 井上陽水   | 3:59 |
| 2.                                     | 「断絶」(「人生が二度あれば」のB面曲。)   | 井上陽水 | 井上陽水   | 3:57 |
| 3.                                     | 「もしも明日が晴れなら」                  | 井上陽水 | 井上陽水   | 2:29 |
| 4.                                     | 「感謝知らずの女」(「傘がない」のB面曲。) | 井上陽水 | 井上陽水   | 3:09 |
| 5.                                     | 「小さな手」                              | 井上陽水 | 井上陽水   | 3:27 |
| 6.                                     | 「人生が二度あれば」                      | 井上陽水 | 井上陽水   | 4:58 |
| 7.                                     | 「愛は君」                                | 井上陽水 | 井上陽水   | 2:43 |
| 8.                                     | 「ハトが泣いている」                      | 井上陽水 | 井上陽水   | 2:26 |
| 9.                                     | 「白い船」                                | 井上陽水 | 井上陽水   | 3:31 |
| 10.                                    | 「限りない欲望」                          | 井上陽水 | 井上陽水   | 4:23 |
| 11.                                    | 「家へお帰り」                            | 井上陽水 | 井上陽水   | 2:41 |
| 12.                                    | 「傘がない」                              | 井上陽水 | 井上陽水   | 5:32 |
| 合計時間:                              | 合計時間:                                 | 43:15    |            |      |

## 参加ミュージシャン
- 星勝（ザ・モップス） - エレクトリックギター、フォークギター
- 原茂 - フォークギター
- 井上陽水 - フォークギター
- 来生孝夫 - フォークギター
- 深町純 - ハモンドオルガン、ピアノ
- ジョン山崎（ジャニー・山崎名義） - エレクトリックピアノ
- 鈴木ミキハル（ザ・モップス） - ドラムス
- 三幸太郎（ザ・モップス） - エレクトリックベース